# Patrice Lumumba
Patrice Émery Lumumba (født 2. juli 1925, død 17. januar 1961) var en afrikansk anti-koloniel leder og den første lovligt valgte præsident i den Demokratiske Republik Congo efter at han hjalp med at vinde uafhængighed fra Belgien i juni 1960. Kun ti uger senere blev Lumumbas regering væltet ved et kup under Congokrisen. Han blev efterfølgende fængslet og henrettet under kontroversielle omstændigheder i januar 1961. Patrice Lumumba er fortsat en vigtig inspirationsfigur i Congo og resten af Afrika.
I en belgisk undersøgelse af mordet på Patrice Lumumba fra 2001, fremgår det at Belgien aktivt havde medvirket til at Lumumba blev udleveret til Katanga, der på dette tidspunkt var kontrolleret af en af Lumumbas politiske modstandere Moise Tshombe. Få timer efter ankomsten til Lubumbashi blev Lumumba henrettet. Under hele processen var der belgiske officerer til stede. Disse medvirkede ikke aktivt til henrettelsen, men burde have forhindret henrettelsen. Den belgiske regering undskyldte for sine repræsentanters passivitet i 2002.